# Sallenelles
Sallenelles és un municipi francès situat al departament de Calvados i a la regió de Normandia. L'any 2007 tenia 277 habitants.

## Demografia

### Població
El 2007 la població de fet de Sallenelles era de 277 persones. Hi havia 121 famílies de les quals 37 eren unipersonals (25 homes vivint sols i 12 dones vivint soles), 40 parelles sense fills, 36 parelles amb fills i 8 famílies monoparentals amb fills.
La població ha evolucionat segons el següent gràfic:
Habitants censats

### Habitatges
El 2007 hi havia 149 habitatges, 118 eren l'habitatge principal de la família, 24 eren segones residències i 7 estaven desocupats. 140 eren cases i 7 eren apartaments. Dels 118 habitatges principals, 82 estaven ocupats pels seus propietaris, 34 estaven llogats i ocupats pels llogaters i 2 estaven cedits a títol gratuït; 6 tenien una cambra, 14 en tenien dues, 24 en tenien tres, 27 en tenien quatre i 47 en tenien cinc o més. 68 habitatges disposaven pel capbaix d'una plaça de pàrquing. A 56 habitatges hi havia un automòbil i a 46 n'hi havia dos o més.

### Piràmide de població
La piràmide de població per edats i sexe el 2009 era:
| Homes | Edats   | Dones |
| ----- | ------- | ----- |
| 0     | 95 o +  | 0     |
| 4     | 90 a 94 | 0     |
| 0     | 85 a 89 | 0     |
| 0     | 80 a 84 | 0     |
| 4     | 75 a 79 | 4     |
| 4     | 70 a 74 | 4     |
| 4     | 65 a 69 | 16    |
| 8     | 60 a 64 | 8     |
| 16    | 55 a 59 | 8     |
| 8     | 50 a 54 | 8     |
| 20    | 45 a 49 | 0     |
| 12    | 40 a 44 | 16    |
| 16    | 35 a 39 | 12    |
| 0     | 30 a 34 | 12    |
| 8     | 25 a 29 | 16    |
| 8     | 20 a 24 | 4     |
| 8     | 15 a 19 | 28    |
| 8     | 10 a 14 | 24    |
| 8     | 5 a 9   | 8     |
| 4     | 0 a 4   | 8     |

## Economia
El 2007 la població en edat de treballar era de 195 persones, 145 eren actives i 50 eren inactives. De les 145 persones actives 127 estaven ocupades (65 homes i 62 dones) i 18 estaven aturades (11 homes i 7 dones). De les 50 persones inactives 14 estaven jubilades, 19 estaven estudiant i 17 estaven classificades com a «altres inactius».

### Ingressos
El 2009 a Sallenelles hi havia 127 unitats fiscals que integraven 301 persones, la mediana anual d'ingressos fiscals per persona era de 17.151 €.

### Activitats econòmiques
Dels 15 establiments que hi havia el 2007, 1 era d'una empresa alimentària, 2 d'empreses de construcció, 2 d'empreses de comerç i reparació d'automòbils, 1 d'una empresa de transport, 2 d'empreses d'hostatgeria i restauració, 1 d'una empresa financera, 3 d'empreses immobiliàries, 1 d'una empresa de serveis, 1 d'una entitat de l'administració pública i 1 d'una empresa classificada com a «altres activitats de serveis».
Dels 4 establiments de servei als particulars que hi havia el 2009, 1 era un paleta, 1 guixaire pintor, 1 perruqueria i 1 restaurant.
Dels 2 establiments comercials que hi havia el 2009, 1 era una botiga de menys de 120 m² i 1 una botiga de mobles.

## Poblacions més properes
El següent diagrama mostra les poblacions més properes.